# Hilton Hotels

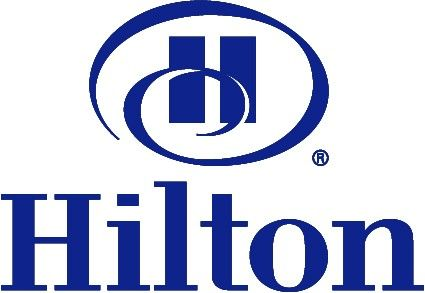
A Hilton-logó

A Hilton Hotels vállalat a Blackstone kockázati tőke (private equity) társaság tulajdona, miután az alap 2007-ben megvásárolta az alapító Hilton családtól. A 2007-es jelentés szerint több mint 80 országban 2645 szállodája mintegy 485 000 szobával rendelkezik.
A cég franchise-partnerei, -márkái: Hilton Hotels, Conrad Hotels, Doubletree, Embassy Suites Hotels, Hampton Inn, Hampton Inn & Suites, Hilton Garden Inn, Hilton Grand Vacations Company, Homewood Suites by Hilton és Waldorf Hilton.

## Története
A hotelláncot 1919-ben alapította meg Conrad Hilton Ciscóban (Texas) a Mobley Hotellel. Az első Hilton nevet viselő szálloda a Dallas Hilton volt Dallasban (Texas) 1925-ben.
A központ 2009-ben Beverly Hillsből (Kalifornia) McLeanbe (Virginia) költözött.

## Hilton-márkák
- Hilton Hotels
- Conrad Hotels
- Doubletree
- Embassy Suites Hotels
- Hampton Inn
- Hampton Inn & Suites
- Hilton Garden Inn
- Hilton Grand Vacations Company
- Homewood Suites by Hilton
- Waldorf Hilton

## Hilton HHonors program
A Hilton HHonors program a vállalat hűségprogramja, amely az összes franchise-partnernél alkalmazható. Például Blue, Silver, Gold, Diamond minősítés megszerzésére van lehetőség.
Az egyetlen olyan hűségprogram, ahol a tagok nemcsak vendégéjszakákat, hanem repülőjegyükhöz szükséges mérföldeket is gyűjtenek a közel 4000 Hilton családi szállodában, mintegy 100 országban. Ingyen szállást, programokat és álomnyaralást nyerhetnek. A program tagjai bármikor átválthatják pontjaikat repülőjegyre is.

## Magyarországi Hilton szállodák
- Hilton Budapest
- Hilton Budapest City

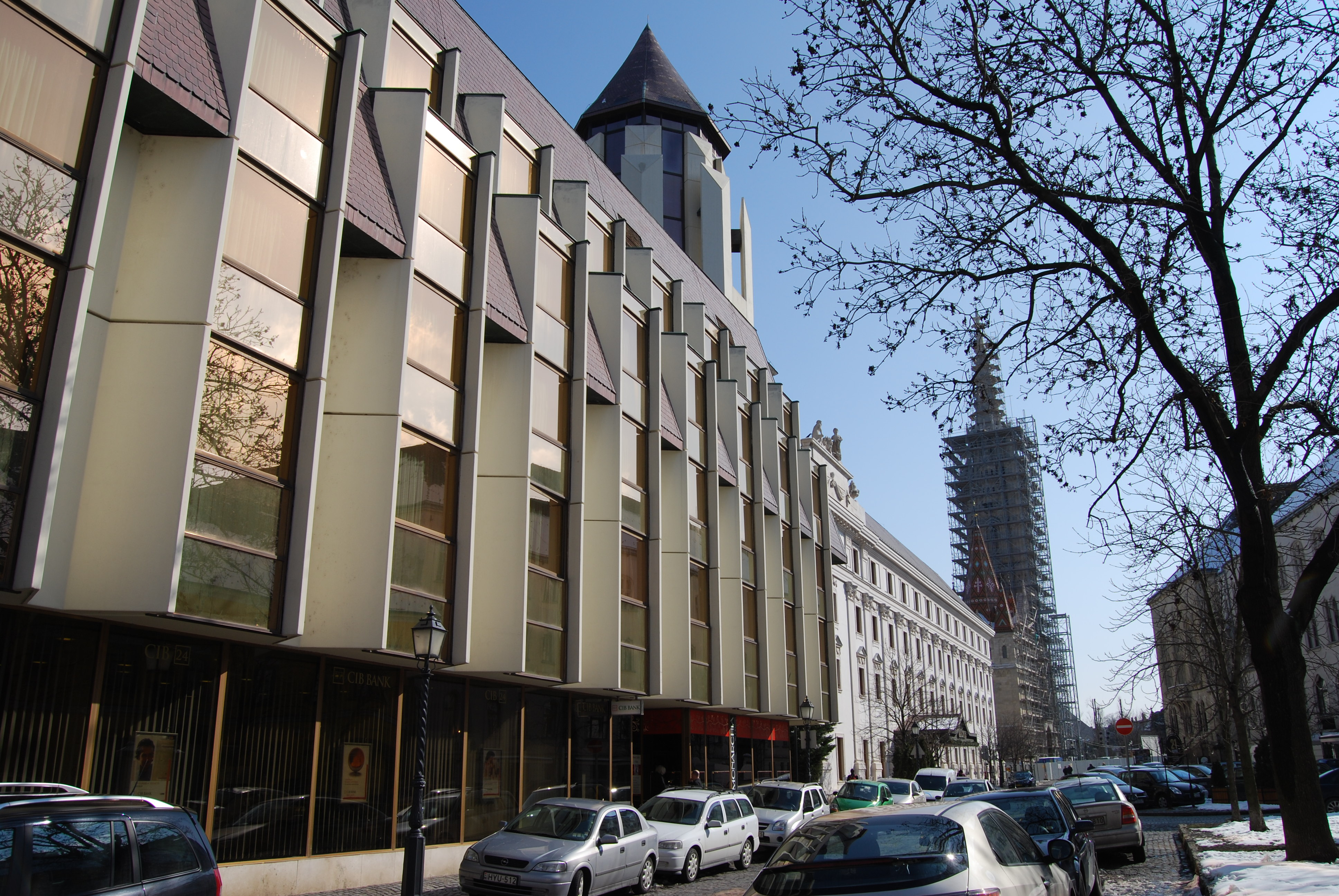
Hilton Budapest

- Hilton Garden Inn Budapest City Centre (2019)
- Hilton Garden Inn Debrecen City Centre (2024)

## Híres Hiltonok
- Paris Hilton